# Herbert Jankuhn
Herbert Wilhelm Alfred Jankuhn (født 8. august 1905 i Angerburg i Østpreussen, død 30. april 1990 i Göttingen) var en tysk arkæolog og professor.

## Baggrund
Han blev født i den lille byen Angerburg i Østpreussen. Familien var højreorienterede, konservative tyske nationalister. Faderen var lærer i folkeskolen og kæmpede i form af et polemisk skrift mod den litauiske okkupation af Memelland i 1923 efter 1. verdenskrig.
Jankuhn tog abitur ved et gymnasium i Tilsit i 1924. Før han begyndte at studere samme efterår, meldte han sig til militær grunduddannelse i Reichswehr og gennemgik 6 ugers infanteriuddannelse i Königsberg. Han begyndte der efter at studere i efteråret 1924 i Königsberg, hvor han blev udlært som idrætslærer i 1926. Han studerede der efter idræt, germanistik, filosofi, geografi, historie og forhistorie i Jena og Berlin.
Ved afslutningen af studierne arbejdede han ved Institut for forhistorie ved Friedrich-Wilhelms-Universität zu Berlin og fuldførte her sin doktorgrad i 1931, hvor han skrev om gotiske fund i Memel.

## Arkæologisk forskning
Efter at have taget doktorgraden i Berlin, flyttede Jankuhn til Christian-Albrechts-Universität zu Kiel og arbejdede den første tid som videnskabelig assistent. Efterhånden fik han ansvar for blandt andet arkæologiske undersøgelser i Hedeby og Danevirke. I årene 1932-1933 var han stipendiat hos Deutsches Archäologisches Institut og rejste på forskningsrejser til Balkan og Mellemøsten og vendte tilbage til Kiel i 1933.
I 1936 blev han docent. Han blev også leder for Schleswig-Holsteinisches Landesmuseum frem til krigsudbruddet. Fra 1941 til 1945 var han formelt ansat ved Universitetet i Rostock, og han underviste ved Georg-August-Universität Göttingen fra 1956 til 1973.
Jankuhn var en højt anset forsker, og han udførte et fremragende arbejde ved de arkæologiske undersøgelser i Hedeby og Danevirke.

## Nationalsocialist
Efter den nazistiske magtovertagelse i 1933 blev alle arkæologiske forskningsprojekter vurderet i forhold til deres nytteværdi for nationalsocialismen. Hvis de ikke tjente sagen, måtte de skrinlægges. Arkæologer, som ikke gik med til dette, fik virkeforbud. Janhkuhn blev imidlertid medlem i SA fra efteråret 1933 og deltog blandt andet i et ti ugers træningskursus i paramilitær virksomhed.
Han meldte sig ind i NSDAP i 1937. Samme år gik han ind i SS og blev en del af Stabssturmbann, en stabsenhed med kontor i Kiel. Han arbejdede i nær forståelse med Heinrich Himmler i organisationen Ahnenerbe.
Efter angrebet på Norge i 1940 kom han som Hauptsturmführer og Himmlers særlige udsending til Norge for at varetage beskyttelsen af de norske (det vil sige "germanske") kulturskatte. Hans første opgave var at sikre de fortsatte udgravninger af Raknehaugen på Romerike. Planen var, at undersøgelsene skulle føres videre i tysk regi og med tyske midler, men dette blev afværget ved en snarrådig indgriben af Anton Wilhelm Brøgger. Brøgger måtte imidlertid godtage, at Vikingskipshuset på Bygdøy blev ekstra bombesikret under ledelse af Jankuhn. Jankuhn ville ikke have noget med "den jødiske kunsthistoriker og arkitekt" Harry Fett at gøre, og fik ham fjernet som riksantikvar og erstattet med en "pålidelig nordmand" i stedet.
Efter Tysklands angreb på Sovjetunionen i 1941 blev Jankuhn forflyttet til de okkuperede områder i Ukraine og Søydrusland med tilsvarende opgaver som i Norge. Det videre ansvar for arkæologi under okkupationsmagten blev overladt til Ernst Sprockhoff, hauptmann i Wehrmacht og arkæolog fra Humboldt-Universität zu Berlin.
I tiden 1942 til årsskiftet 1943/44 tjenestegjorde han i Waffen-SS-divisionen 5. SS-Panzer-Division Wiking hvor hans enhed i strid med Haag-konventionen konfiskerede biblioteks- og museumsgenstande, men denne operation ophørte efter det tyske nederlag ved Den røde hærs offensiv langs Dnepr og mod Karpaterne. Efter som der med tiden blev mangel på skolerede officerer, tjenestegjorde han som stabsofficer under Felix Steiner og Herbert Otto Gille til trods for, at han manglede formel militær uddannelse ud over en grundlæggende infanteritræning. Han fik dog den 9. november 1944 tildelt Jernkorset af første klasse, hvilket viser, at hans overordnede, på denne tid Gille, var tilfreds med hans virke.
Da han gik tilbage til Ahnenerbe i 1944, fik han graden SS-Obersturmbannführer i Allgemeine-SS efter, at Himmler havde tilbagedateret en tidligere udnævnelse til SS-Obersturmführer for, at det skulle passe med bestemmelserne om forfremmelser. Som Obersturmbannführer havde Jankuhn en grad, som gjorde, at han stod højere end de fleste andre videnskabsmænd i Tyskland.
Efter det tyske nederlag i 1945, blev Jankuhn først sat i amerikansk krigsfangenskab. Tre faktorer gjorde imidlertid, at en række SS-arkæologer, her under Jankuhn, blev rehabiliterede. Det første var, at den tidligere faglige rivalisering og konflikt med Alfred Rosenberg og kredsen omkring ham blev videreført, så at Rosenberg fik aneansvaret for den såkaldte nazistiske arkæologi, mens kredsen i Ahnenerbe kunne fremstå som ideologisk neutrale og seriøse videnskabsmænd. Det andet var, at Jankuhn formåede at bortforklare sit partimedlemsskab og virke i forbindelse hermed. Det tredje var, at hans åbenlyse faglige baggrund blev trukket frem. Efter rehabiliteringen vendte han straks tilbage til arkæologien. Fra 1956 og frem til, at han gik af med pension i 1973, var han professor ved Georg-August-Universität Göttingen. Han blev boende i Göttingen frem til sin død.

## Forfatterskab
- Gürtelgarnituren der älteren römischen Kaiserzeit im Samland. Königsberg 1932.
- Die Wehranlagen der Wikingerzeit zwischen Schlei und Treene. Neumünster 1937.
- Haithabu - eine germanische Stadt der Frühzeit. Neumünster 1937.
- Haithabu - eine germanische Stadt der Frühzeit. Zweite erweiterte Auflage, Neumünster 1938.
- Gemeinschaftsform und Herrschaftsbildung in frühgermanischer Zeit. Schriften der Wissenschaftlichen Akademie des NSD-Dozentenbundes der Christian-Albrechts-Universität Kiel, Band 6, Neumünster 1939.
- Die Ausgrabungen in Haithabu (1937 - 1939). Vorläufiger Grabungsbericht. Herausgegeben von der Forschungs- und Lehrgemeinschaft "Das Ahnenerbe", Reihe B, Fachwissenschaftliche Untersuchungen, Abteilung: Arbeiten zur Ur-, Vor- und Frühgeschichte, Band 3, Ahnenerbe-Stiftungsverlag, Berlin-Dahlem 1943.
- Haithabu - Ein Handelsplatz der Wikingerzeit. Dritte, völlig neu überarbeitete Auflage, Neumünster 1956.
- Einführung in die Siedlungsarchäologie. Berlin 1977.